# Orexa
Orexa – gmina w Hiszpanii, w prowincji Guipúzcoa, w Kraju Basków, o powierzchni 5,85 km². W 2011 roku gmina liczyła 123 mieszkańców.